# Bahnstrecke Dellys–Boghni
| Bahnhof Dellys Bahnhof Boghni |                     |                   |                   |
| Ehemaliger Streckenverlauf auf einer Karte von 2021 |                     |                   |                   |
| Streckenlänge: | 67 km               |                   |                   |
| Spurweite: | 1000 mm (Meterspur) |                   |                   |
| |                     |                   |                   |
| \| \| 0 \| Dellys \| Dellys \| \| \| \| Takdemp \| \| \| \| \| Touabet \| \| \| \| \| Abo - Ben-N'Choud \| \| \| \| \| Rebeval \| \| \| \| \| von Menerville \| \| \| \| \| Camp-du-Marechal \| \| \| \| \| Mirabeu \| \| \| \| \| nach Tizi-Ouzou \| \| \| \| \| Tleta \| \| \| \| \| Maatkas \| \| \| \| 67 \| Boghni \| Boghni \| |                     |                   |                   |
| Kopfbahnhof Streckenanfang (Strecke außer Betrieb) | 0                   | Dellys            | Dellys            |
| Haltepunkt / Haltestelle (Strecke außer Betrieb) |                     | Takdemp           | Takdemp           |
| Haltepunkt / Haltestelle (Strecke außer Betrieb) |                     | Touabet           | Touabet           |
| Bahnhof (Strecke außer Betrieb) |                     | Abo - Ben-N'Choud | Abo - Ben-N'Choud |
| Bahnhof (Strecke außer Betrieb) |                     | Rebeval           | Rebeval           |
| Abzweig ehemals geradeaus und von rechts |                     | von Menerville    | von Menerville    |
| Bahnhof |                     | Camp-du-Marechal  | Camp-du-Marechal  |
| Bahnhof |                     | Mirabeu           | Mirabeu           |
| Abzweig ehemals geradeaus und nach links |                     | nach Tizi-Ouzou   | nach Tizi-Ouzou   |
| Haltepunkt / Haltestelle (Strecke außer Betrieb) |                     | Tleta             | Tleta             |
| Bahnhof (Strecke außer Betrieb) |                     | Maatkas           | Maatkas           |
| Kopfbahnhof Streckenende (Strecke außer Betrieb) | 67                  | Boghni            | Boghni            |

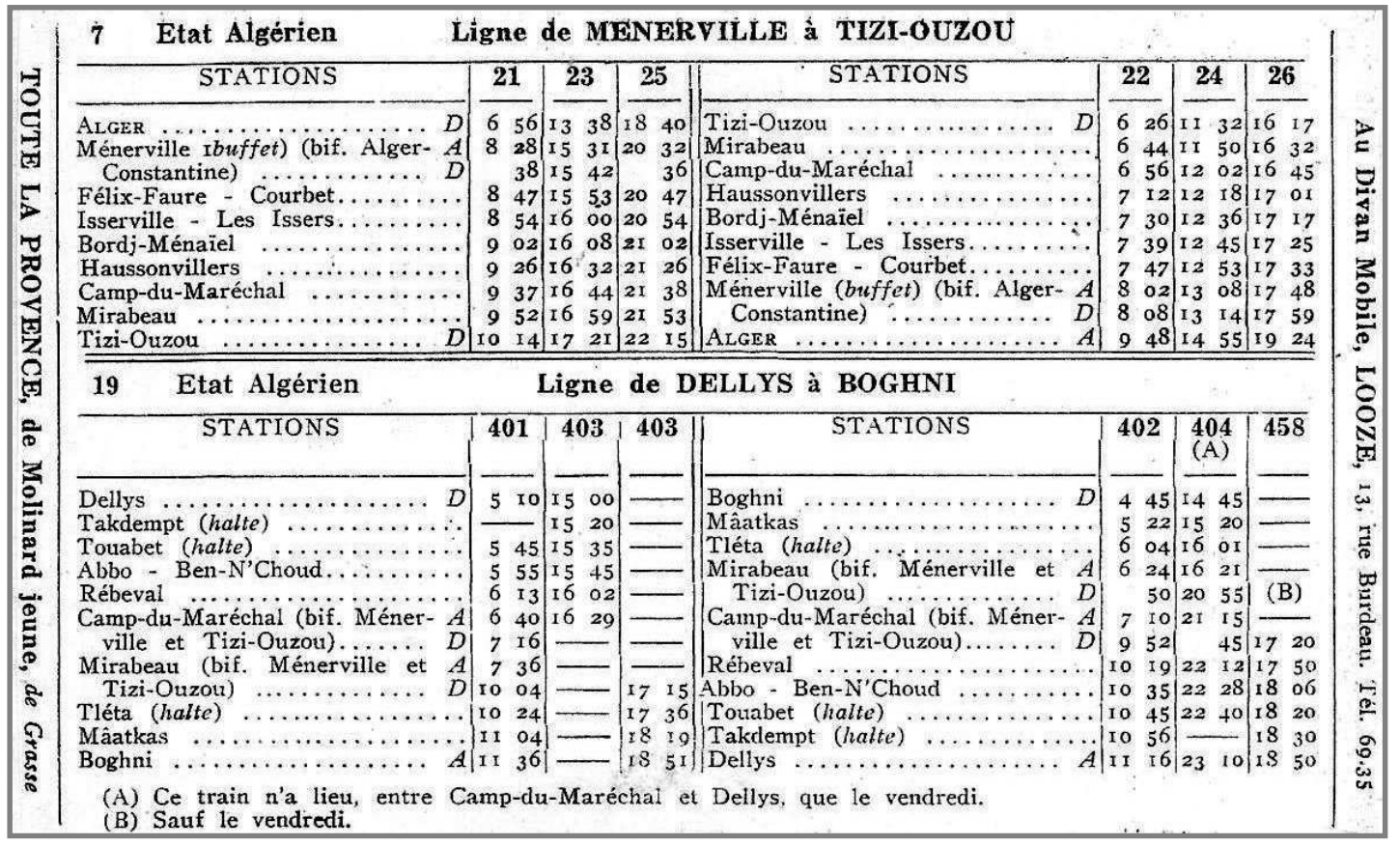
Fahrplan, 1932

Die Bahnstrecke Dellys–Boghni war eine 67 Kilometer lange Meterspurbahn von Dellys nach Boghni in Algerien.

## Geschichte
Bereits 1857 zielte ein Dekret Napoleon III. auf die Schaffung verschiedener Eisenbahnlinien in Algerien ab. Auf dessen Grundlage vergab das Gesetz vom 23. August 1883 die Konzession für den Bau und den Betrieb der Bahnstrecke von Ménerville nach Tizi-Ouzou der Compagnie de l’Est algérien. Eröffnet wurde die Strecke mit der Inbetriebnahme des 15 km langen Abschnitts von Ménerville nach Bordj-Ménaïel am 20. August 1886, d. h. drei Jahre nach Erhalt der Konzession für die Strecke. Die 12 km lange Strecke von Bordj Ménaïel nach Haussonvillers folgte am 25. Januar 1887, und am 27. Mai 1888 wurde schließlich die 26 km lange Verbindung von Haussonvillers nach Tizi-Ouzou eröffnet.
Nachdem die Strecke in Haussonvillers angekommen war, sollte auch die Strecke von Bois-Sacré nach Rébe val am linken Ufer des Oued Sebaou gebaut werden. Am 1. November 1885 erhielt der Generalrat von Algier einen Antrag des Generalrats von Dellys, Charles Bourlier, für den Bau einer Bahnstrecke zwischen Dellys und Boghni durch Dra-Ben Khedda (später Mirabeau) mit Abzweigungen nach Ouaddhias und Dra-El-Mizan. Diese Strecke sollte das gesamte Hinterland erschließen und die Aktivität des Hafens von Dellys ankurbeln. Sie sollte entlang bestehender oder neu zu bauender Straßen auf einer Gesamtlänge von 67 km gebaut werden.
Am 10. Januar 1886 fand im Rathaus von Tizi Ouzou eine Besprechung statt, an der die Vertreter der bedienten Gemeinden teilnahmen. Es wurde vorgeschlagen, sich zunächst auf die Verbindung Dellys–Boghni mit einer Verlängerung bis zum Oued Aïssi zu konzentrieren. Die Gemeinden Tizi-Ouzou, Dellys, Rébe val, Bois-Sacré, Haussonvillers und Dra-El-Mizan wurden um einen Beitrag von jeweils 100.000 Francs gebeten, Fort-National und Michelet Djurdjura steuerten jeweils 70.000 Francs bei, das Departement trug 40.000 Francs bei, was ein Gesamtbudget von 1.500.000 Francs aus Beiträgen und Darlehen über fünf Jahre ergab. Nach langen Diskussionen über die Vor- und Nachteile von Schmalspurbahnen, Meterspurbahnen und Normalspurbahnen entschloss man sich zum Bau einer Meterspurbahn.
Ein Dekret vom 16. Januar 1892 bestätigte den Betreiber dieser Linie: ihr Betrieb wurde der Compagnie des Chemins de fer sur route d'Algérie, der berühmten C.F.R.A., übertragen, die eines der beiden Straßenbahnnetze in Algier verwaltete. Der Bau dieser Linien wurde, wie es heißt, unter besonders wirtschaftlichen Bedingungen durchgeführt. Zwei Jahre später als geplant wurde die Strecke am 20. Dezember 1896 offiziell in Betrieb genommen. Sie wurde mäßigem Erfolg betrieben, bis sie um 1935 stillgelegt wurde.